# Liza Kastrup
Liza Kastrup (* 5. Oktober 1999 in Unna) ist eine deutsche Volleyballspielerin.

## Karriere
Kastrup spielte in ihrer Jugend beim TV Hörde. Im Sommer 2014 wechselte sie ins Volleyball-Internat Münster und spielte mit einem Zweitspielrecht zusätzlich in der zweiten Mannschaft des USC Münster in der zweiten Bundesliga Nord. Dort wurde sie 2017 deutsche Meisterin der U20. In der Saison 2017/18 studierte sie an der Marquette University in Milwaukee und spielte in der Universitätsmannschaft Golden Eagles.
2018 kehrte die Universalspielerin zum USC Münster zurück. Im DVV-Pokal 2018/19 kam sie mit der Mannschaft ebenso ins Viertelfinale wie in den Bundesliga-Playoffs. Mit der deutschen U23-Nationalmannschaft nahm sie an der Universiade 2019 teil. Der DVV-Pokal 2019/20 endete für Münster mit Kastrup im Achtelfinale und in der Bundesliga stand das Team beim Saisonabbruch auf dem sechsten Tabellenplatz. In der folgenden Saison unterlag der USC erneut im DVV-Pokal-Achtelfinale und verpasste als Neunter der Bundesliga-Hauptrunde die Playoffs.
Kastrup wechselte anschließend zum Ligakonkurrenten 1. VC Wiesbaden. Wiesbaden unterlag im DVV-Pokal 2021/22 im Viertelfinale gegen Kastrups Ex-Verein und die Bundesliga-Saison endete im Playoff-Viertelfinale. In der Saison 2022/23 kam die Mannschaft im Pokal und den Bundesliga-Playoffs jeweils ins Viertelfinale.
Danach ging Kastrup zum portugiesischen Verein Sporting Lissabon. 2024/25 spielte sie in Zypern bei Nea Salamis Famagusta.
2025 wurde die Universalspielerin vom Bundesliga-Aufsteiger Skurios Volleys Borken verpflichtet.